# آلویس ۱۲/۵۰

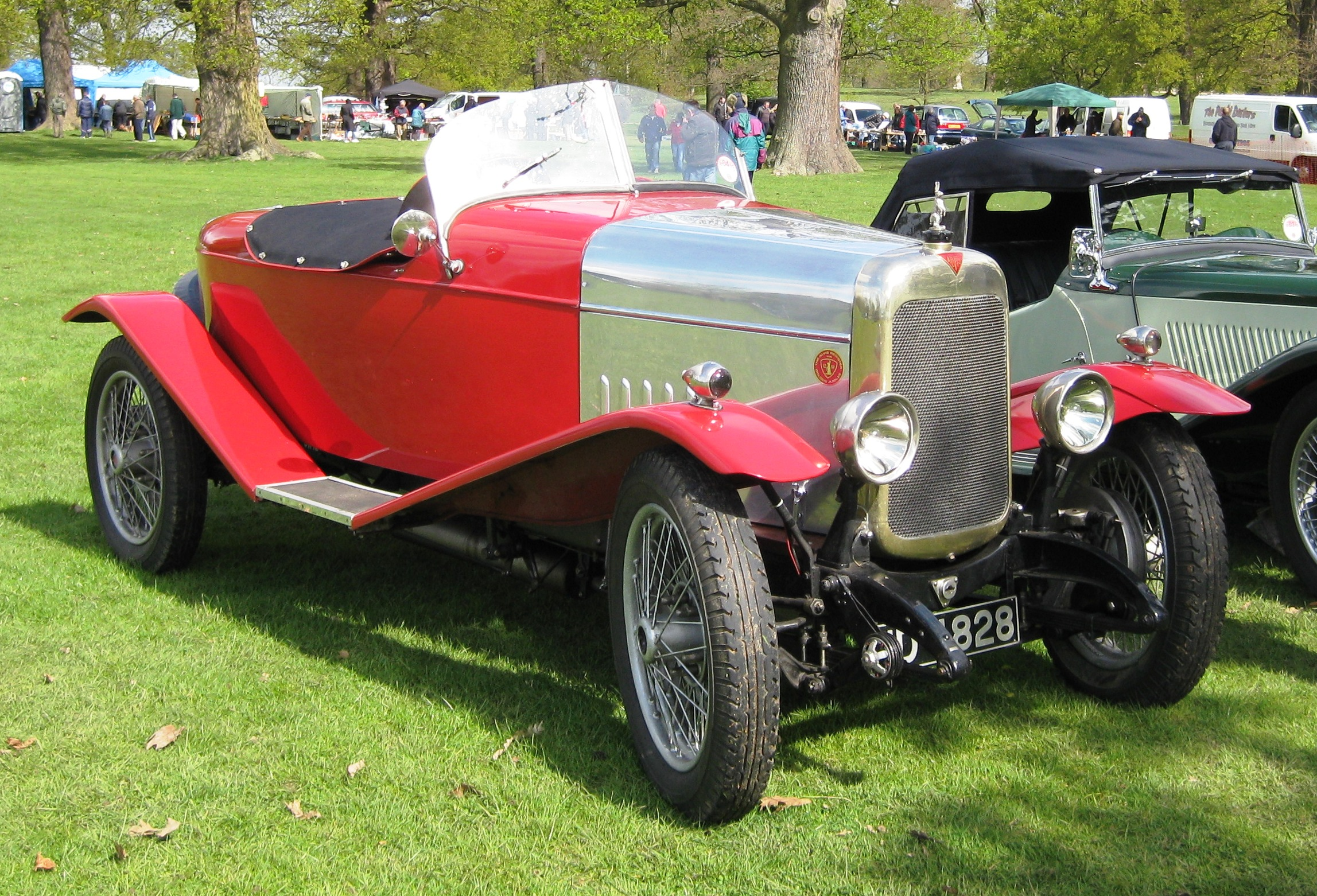

آلویس ۱۲/۵۰ (Alvis 12/50) خودرویی است که در سال‌های ۱۹۲۳ تا ۱۹۳۲(به تعداد کمتر از ۳۷۰۵)  تولید شده‌است. طول آن در حالت طبیعی ۱۵۳ اینچ (۳٬۸۸۶ میلیمتر) و عرض آن در حالت طبیعی ۶۰ اینچ (۱٬۵۲۴ میلیمتر) است.
موتور آن ۱۴۹۶ سی‌سی است.